# Cyberdog
Cyberdog（サイバードッグ）は、1990年代後半にAppleにより開発されていたOpenDocコンポーネント形式のインターネットスイートソフトである。
Webブラウザ、メール、News Reader、Gopher、FTPクライアント、アドレスブックなどの機能を内包している。最終バージョン2.0でも2000年問題があるが、非公式なパッチが存在する。
OpenDocコンポーネントとして、Netscape Navigator for Cyberdogが開発されていたがリリースされなかった。また、他にもCyberdog向けのWebブラウザコンポーネントとして当時のInternet Explorerの機能を実現するBlakeが開発されていた。